# Cladothela auster
Cladothela auster är en spindelart som beskrevs av Takahide Kamura 1997. Cladothela auster ingår i släktet Cladothela och familjen plattbuksspindlar. Inga underarter finns listade i Catalogue of Life.